# Xian de Zhongba

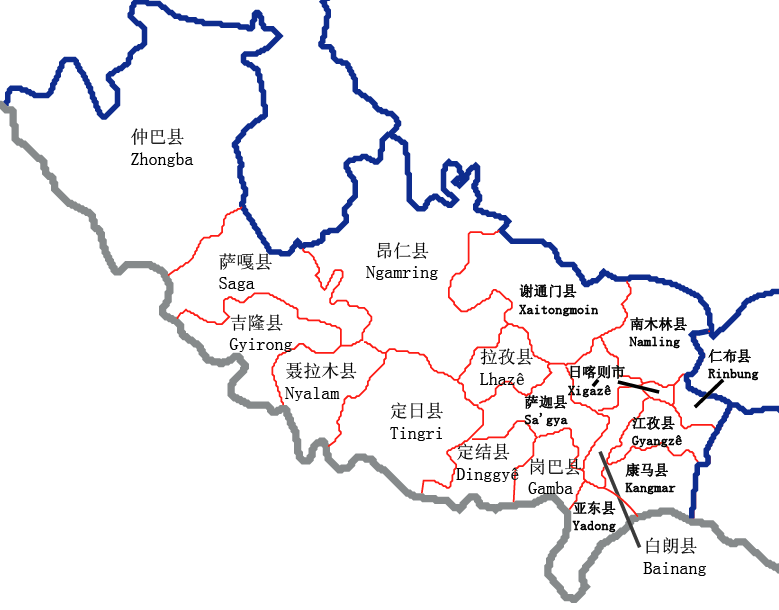
Situació dins la Prefectura de Xigazê

El Xian de Zhongba (xinès: 仲巴县; Pinyin: Zhōngbā Xiàn) és un xian de la Prefectura de Xigazê, a la Regió Autònoma del Tibet, Xina. És el xian més gran de la regió i es troba a la part occidental del Tibet.
El xian té una població de 18.000 habitants i recobreix una superfície de 43,594 km². El territori és propens a patir terratrèmols i, de fet, se'n visqué un de magnitud notable, de 6,8 en l'escala de Richter el 30 d'agost del 2008. El terratrèmol, deixà un esvoranc de 10 km en direcció nord-sud a l'epicentre (31º nord, 83,6º est). Les cases van resultar malmeses i les carreteres i altres vies de transport quedaren bloquejats per roques despreses, si bé no es té notícia de cap víctima humana. "Strong Earthquake in Tibet leaves no casualties, but big crack." (anglès)